# John Lemmoné
John Lemmoné (* 22. Juni 1861 in Ballarat, Victoria; † 16. August 1949 in Darlinghurst, Sydney, New South Wales) war ein australischer Flötist, Komponist und Musikmanager.
Lemmoné, der Sohn eines griechischen Einwanderers, spielte bereits als Kind Flöte. 1874 kam er mit seiner Familie nach Melbourne, wo er Flötist in William Saurin Lysters Royal Italian Opera Company wurde. In Adelaide trat er mit dem Theatre Royal Orchestra auf, und bei einem Benefizkonzert 1884 in Melbourne zu Gunsten des Komponisten Carl Gottlieb Elsässer, der einen Schlaganfall erlitten hatte, lernte er die Sängerin Nellie Melba kennen.
Von 1887 bis 1889 unternahm er Konzertreisen durch Australien und Asien mit der Sopranistin Amy Sherwin. Es folgten Konzertreisen mit den Sängern Janet Monach Patey, Allan James Foley und Charles Santley und dem Geiger Pablo de Sarasate. Bei einem Besuch in London 1894 wurde er von Nellie Melba gefördert, die ihn zu ihren Soireen einlud. Er trat in der Royal Albert Hall auf und gab Konzerte mit der Sängerin Adelina Patti. 1896 trat er mit Amy Sherwin in Südafrika auf.
Nach seiner Rückkehr nach Australien betätigte sich Lemmoné als Konzertmanager. Er organisierte Konzerte für den Pianisten Mark Hambourg und die Sängerin Marie Narelle und war 1902 Nellie Melbas persönlicher Manager bei deren Australientournee. 1910 engagierte er Sänger für die Konzerttournee Melbas mit James Cassius Williamsons Comic Opera Company 1911. Während des Ersten Weltkrieges organisierte er Fundraising-Konzerte für Melba in England und Australien.
1927 zog sich Lemmoné aus dem Musikgeschäft zurück, er trat aber noch 1938 als Flötist bei der Australian Broadcasting Corporation auf. Als Komponist trat er mit impressionistischen Werken für die Flöte hervor.